# Jarana yucateca

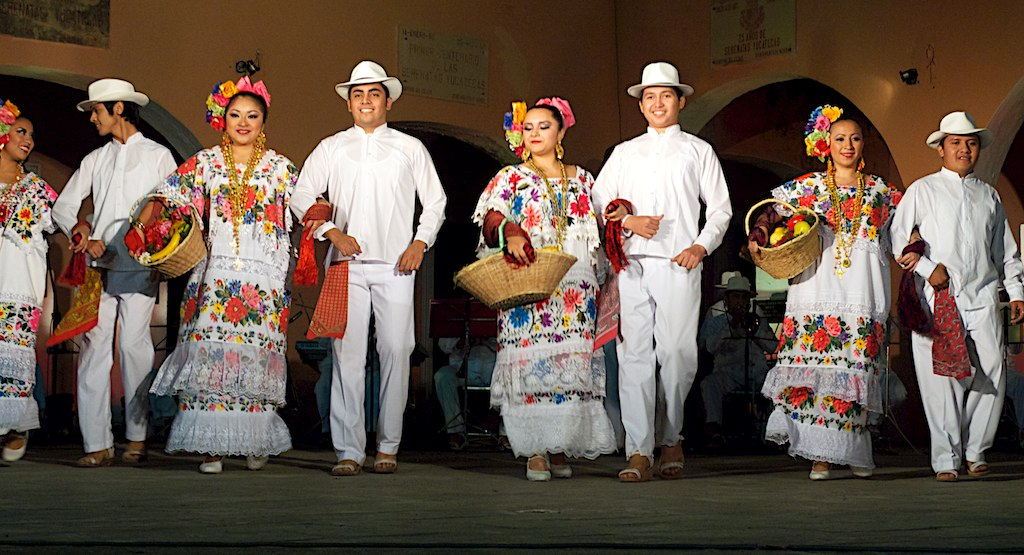
Jarana yucateca lors d'un spectacle sur la Plaza de Santa Lucía, à Mérida, Yucatán.

La jarana yucateca est une danse et un genre musical originaire de la péninsule du Yucatán, au Mexique. Selon le Diccionario de la Real Academia Española, jarana signifie « agitation, divertissement bruyant des habitants de la ville ». À l'époque de la vice-royauté espagnole, aux XVIIe et XVIIIe siècles, dans la péninsule du Yucatán, les Espagnols et Créoles avaient l'habitude de dire de manière désobligeante, lorsque les festivités populaires commençaient, ya empezó la jarana (français : « la jarana a déjà commencé »). Les indigènes ont compris qu'il s'agissait de la musique jouée pendant les festivités et ont attribué le nom comme générique aux sons joués. C'est ainsi que la danse régionale du Yucatán a adopté le nom de jarana.

## Tradition
La jarana est dansée lors des vaquerías, des festivités associées à l'origine au marquage du bétail et qui sont liées à des motifs religieux dans les villages du Yucatán. Depuis, la jarana est devenue la danse emblématique de la région et son thème académique. Elle est utilisée pour montrer aux visiteurs en général les compétences des habitants et les vêtements typiques du pays. Dans la ville de Mérida, capitale de l'État mexicain du Yucatán, par exemple, il existe un grand nombre de groupes spécialisés dans la danse jarana, qui font de leur art un sujet de présentation et de fierté devant la population et les touristes.